# Rolbing
Rolbing (prononcé [ʁɔlbɛ̃]) est une commune française située dans le département de la Moselle, en Lorraine, dans la région administrative Grand Est. Le village fait partie du pays de Bitche et du bassin de vie de la Moselle-est.

## Géographie

### Localisation
Occupant la partie la plus septentrionale du Pays de Bitche, à la frontière franco-allemande et en pays découvert, le village de Rolbing et ses écarts de Obere Ecke, Untere Ecke et Opperding, s'étirent sur la rive gauche de la Horn, seul le hameau de Ohrenthal étant situé à l'écart sur le plateau.

### Écarts et lieux-dits
- Obere Ecke
- Ohrenthal
- Opperding
- Untere Ecke.

### Géologie et relief
La commune se compose de 30,43 hectares de territoires artificialisés (5,07 %), 519,99 hectares de territoires agricoles (86,66 %) et 49,83 hectares de forêts et milieux semi-naturels (8,31 %).
Espaces naturels :
- Trois espaces protégés hors Natura 2000 :

Réserve de Biosphère, zone tampon,
Réserve de Biosphère, zone de transition,
Parc naturel régional.
- Deux zones naturelles d'intérêt écologique, faunistique et floristique (Znieff) :

Rivière La Zorn de Walscbronn à Bousseviller,
Bois d'Aspenholzerwalf à Rolbing.
Géologie : Carte géologique ; Coupes géologiques et techniques
Commune membre du parc naturel régional des Vosges du Nord.

### Sismicité
Commune située dans une zone de sismicité 2 faible.
| Mauschbach, Dietrichingen (Allemagne) | Großsteinhausen (Allemagne) |                        |
|                                       | Rolbing                     | Riedelberg (Allemagne) |
| Schweyen                              |                             | Walschbronn            |

### Hydrographie et les eaux souterraines
La commune est située dans le bassin versant du Rhin au sein du bassin Rhin-Meuse. Elle est drainée par la Horn et le ruisseau le Weiherbach.
La Horn, d'une longueur totale de 27,6 km, prend sa source dans la commune de Bitche, traverse huit communes française, puis pousuit son cours dans le Land de Rhénanie-Palatinat en Allemagne où il conflue avec le Schwarzbach.

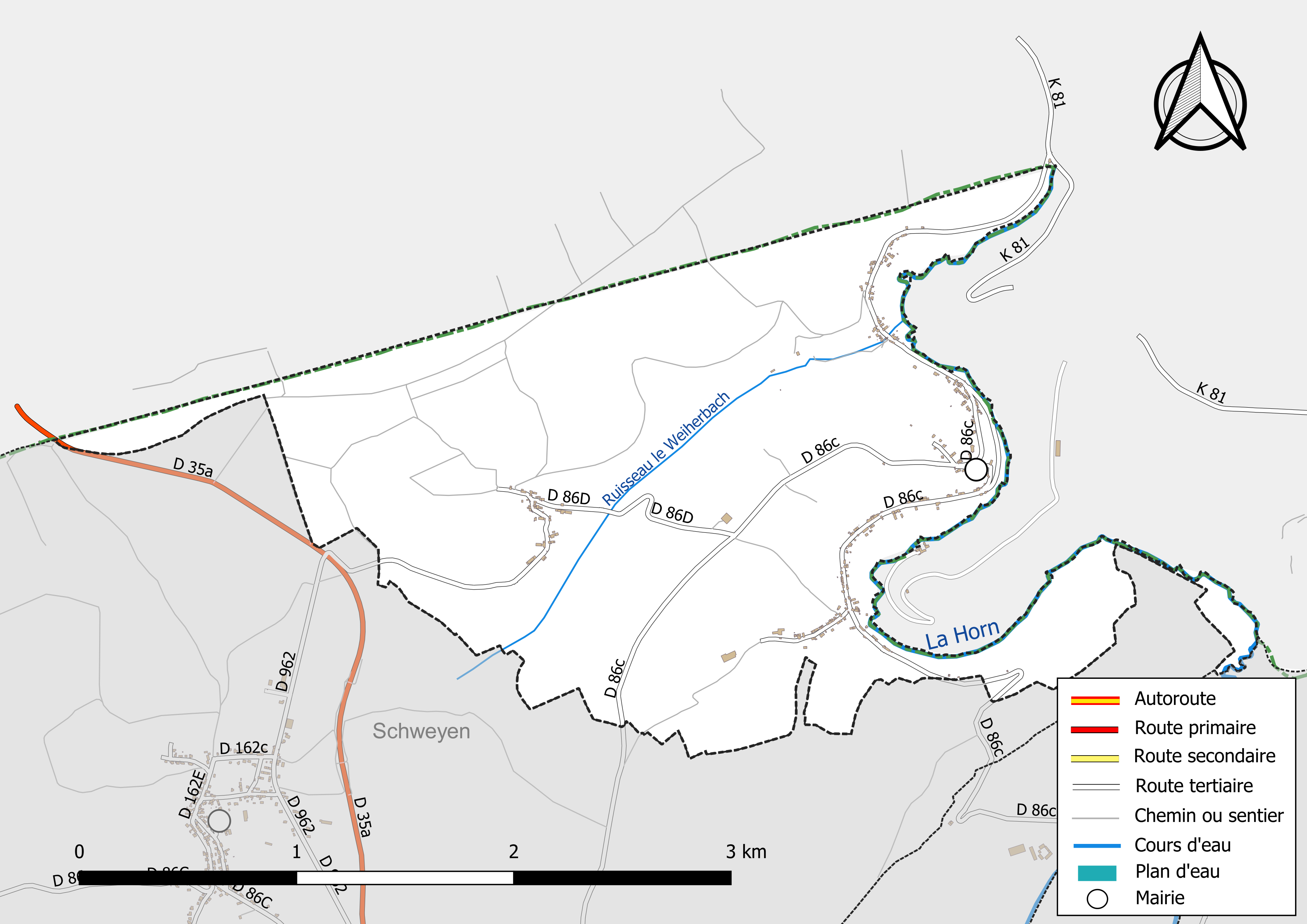
Réseaux hydrographique et routier de Rolbing.

La qualité des eaux des principaux cours d’eau de la commune, notamment de la Horn, peut être consultée sur un site spécial géré par les agences de l’eau et l’Agence française pour la biodiversité.

### Climat
Pour des articles plus généraux, voir Climat du Grand Est et Climat de la Moselle.
En 2010, le climat de la commune est de type climat des marges montargnardes, selon une étude du Centre national de la recherche scientifique s'appuyant sur une série de données couvrant la période 1971-2000. En 2020, Météo-France publie une typologie des climats de la France métropolitaine dans laquelle la commune est exposée à un climat semi-continental et est dans la région climatique  Vosges, caractérisée par une pluviométrie très élevée (1 500 à 2 000 mm/an) en toutes saisons et un hiver rude (moins de 1 °C). 
Pour la période 1971-2000, la température annuelle moyenne est de 10 °C, avec une amplitude thermique annuelle de 17,2 °C. Le cumul annuel moyen de précipitations est de 886 mm, avec 12,1 jours de précipitations en janvier et 9,6 jours en juillet. Pour la période 1991-2020, la température moyenne annuelle observée sur la station météorologique de Météo-France la plus proche, « Volmunster », sur la commune de Volmunster à 8 km à vol d'oiseau, est de 10,2 °C et le cumul annuel moyen de précipitations est de 760,1 mm. 
La température maximale relevée sur cette station est de 37,6 °C, atteinte le 25 juillet 2019 ; la température minimale est de −18,6 °C, atteinte le 24 décembre 2001,,. 
Les paramètres climatiques de la commune ont été estimés pour le milieu du siècle (2041-2070) selon différents scénarios d'émission de gaz à effet de serre à partir des nouvelles projections climatiques de référence DRIAS-2020. Ils sont consultables sur un site spécial publié par Météo-France en novembre 2022.

## Urbanisme

### Typologie
Au 1er janvier 2024, Rolbing est catégorisée commune rurale à habitat dispersé, selon la nouvelle grille communale de densité à sept niveaux définie par l'Insee en 2022.
Elle est située hors unité urbaine et hors attraction des villes,.

### Occupation des sols
L'occupation des sols de la commune, telle qu'elle ressort de la base de données européenne d’occupation biophysique des sols Corine Land Cover (CLC), est marquée par l'importance des territoires agricoles (87,1 % en 2018), en diminution par rapport à 1990 (90,8 %). La répartition détaillée en 2018 est la suivante : 
prairies (54,7 %), terres arables (30,3 %), forêts (7,9 %), zones urbanisées (5,1 %), zones agricoles hétérogènes (2,1 %). L'évolution de l’occupation des sols de la commune et de ses infrastructures peut être observée sur les différentes représentations cartographiques du territoire : la carte de Cassini (XVIIIe siècle), la carte d'état-major (1820-1866) et les cartes ou photos aériennes de l'IGN pour la période actuelle (1950 à aujourd'hui).

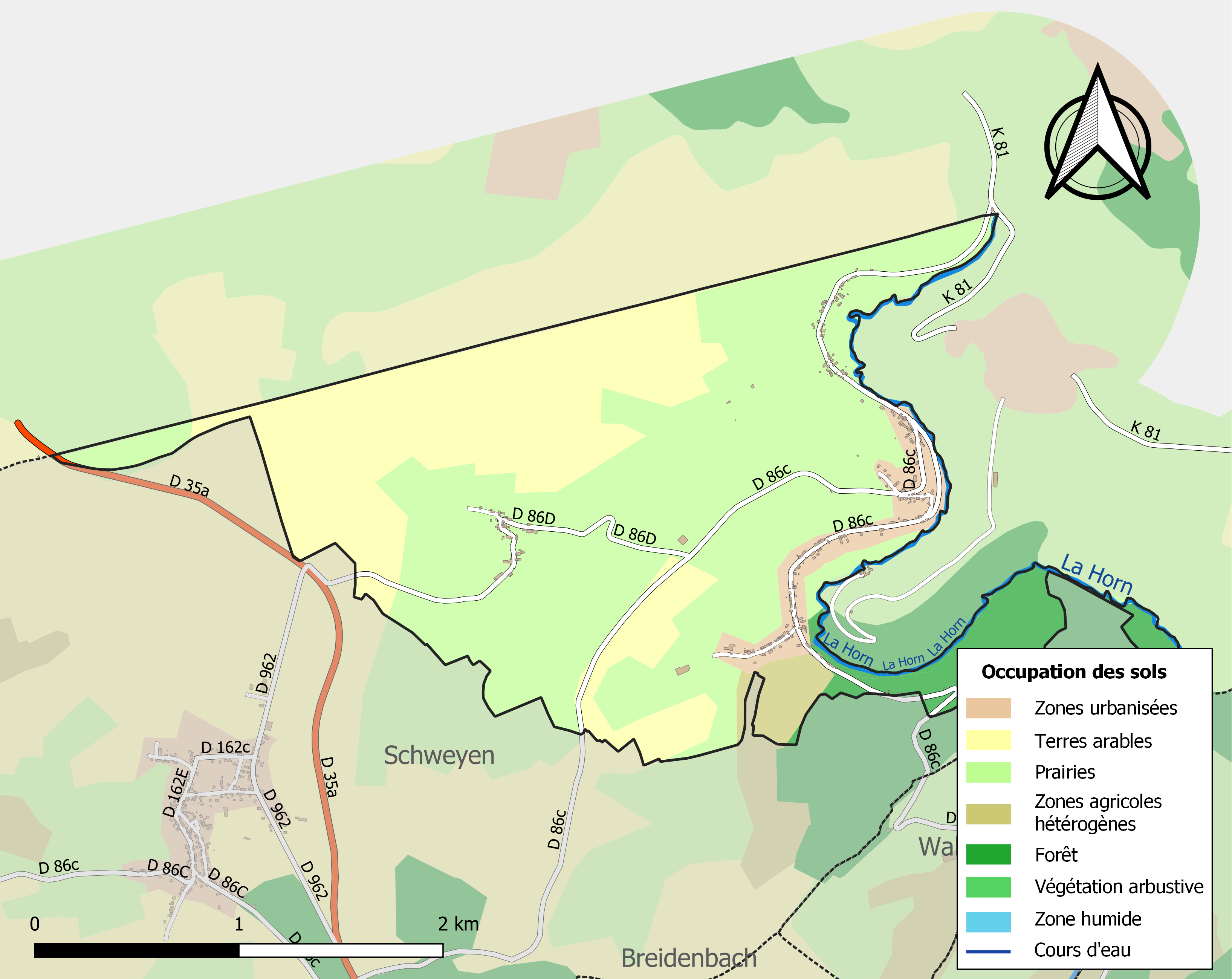
Carte des infrastructures et de l'occupation des sols de la commune en 2018 (CLC).

### Voies de communications et transports

#### Voies routières
- D86c vers Waldhouse, Walchsbronn[22].
- D86d vers Ohrenthal.

#### Transports en commun
- Fluo Grand Est.

##### SNCF
- Gare de Bitche,
- Gare de Rohrbach-lès-Bitche,

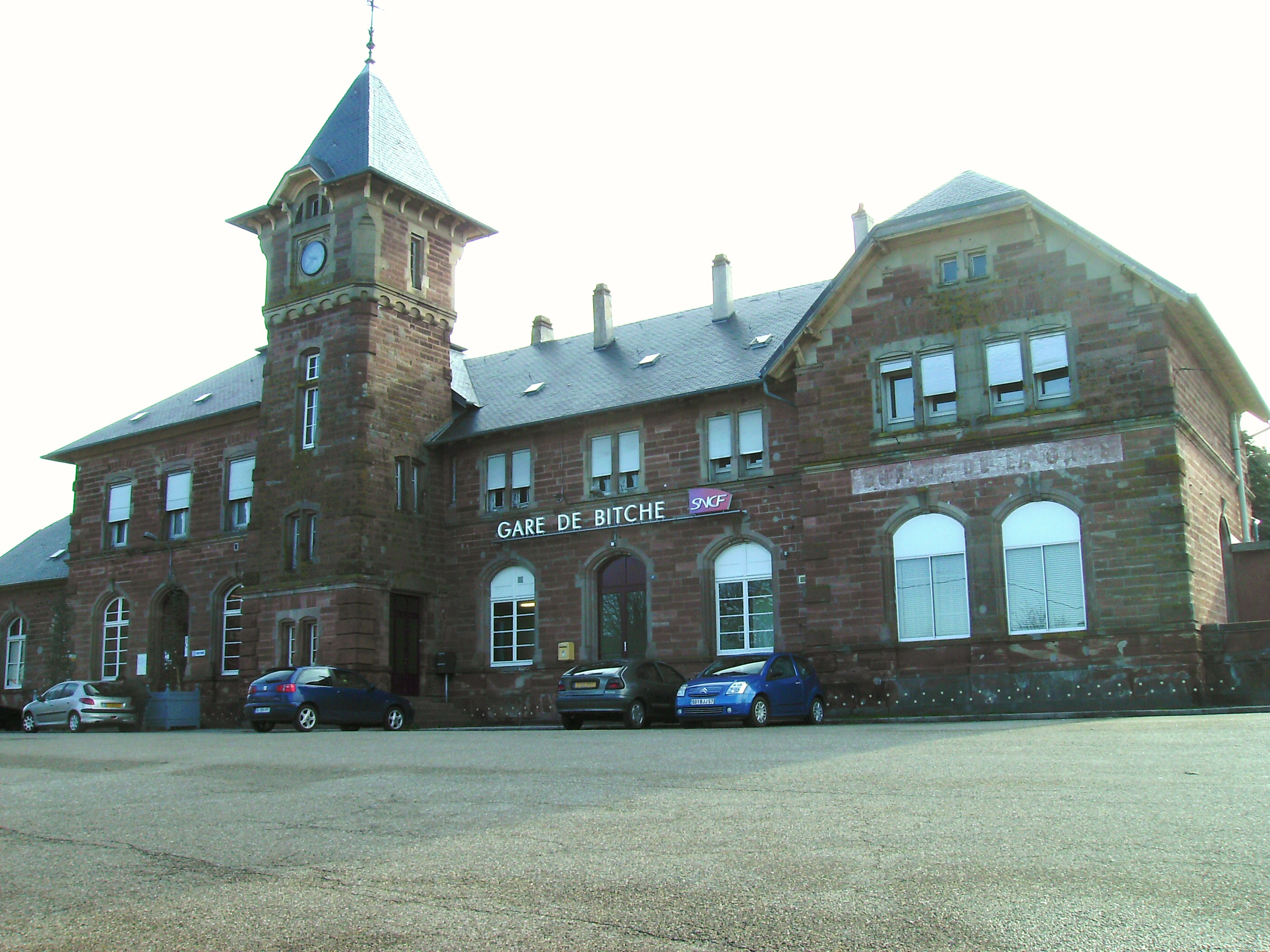
Gare de Bitche.

- Gare de Wœlfling-lès-Sarreguemines,
- Gare de Wittring,
- Gare de Sarreinsming.

## Toponymie
- Roulbingen (1303), Rolbinga (1305), Rolving (1751), Roblingen (1756), Rolwingen et Rolbingen (1771), Rolving (1801), Rolbingen (cartes Cassini et de l'État-major), Rolbingen (1871-1918 & 1940-44).
- En francique lorrain : Rolwinge[23].

## Histoire
Mentionné en 1303 sous la forme Roulbingen, du  nom d'homme Rodulf et du suffixe -ing, le village est un site ancien, puisqu'on y a découvert des tumulus, plusieurs sites gallo-romains ainsi qu'une stèle-maison dédiée à Martialis.
Du point de vue du spirituel, Rolbing a été succursale de Loutzviller, avant de devenir en 1858 paroisse de l'archiprêtré de Volmunster. L'église, dédiée à saint Vincent de Paul, a été érigée en 1854 sur un terrain acquis par les membres de la Conférence de saint Vincent de Paul et par un bienfaiteur, monsieur de Pontbriant, ingénieur-architecte à Metz, et offerte par la suite à la paroisse.

## Politique et administration
| Période                                  | Période   | Identité         | Étiquette | Qualité |
| ---------------------------------------- | --------- | ---------------- | --------- | ------- |
| Les données manquantes sont à compléter. |           |                  |           |         |
| 1946                                     | 1989      | Ernest Dumser    |           |         |
| mars 1989                                | mars 2001 | Roland Gross     |           |         |
| mars 2001                                | mai 2020  | Roger Schwarz    |           |         |
| mai 2020                                 | En cours  | Gaston Leichtnam |           | [ 24 ]  |

Du point de vue administratif, le village a fait partie de l'éphémère canton de Breidenbach entre 1790 et 1801, avant d'être placé dans celui de Volmunster, les écarts de Opperding et de Ohrenthal lui étant rattachés en 1813.

### Budget et fiscalité 2023
En 2023, le budget de la commune était constitué ainsi :
- total des produits de fonctionnement : 203 000 €, soit 764 € par habitant ;
- total des charges de fonctionnement : 155 000 €, soit 587 € par habitant ;
- total des ressources d'investissement : 228 000 €, soit 860 € par habitant ;
- total des emplois d'investissement : 175 000 €, soit 661 € par habitant ;
- endettement : 3 000 €, soit 9 € par habitant.

Avec les taux de fiscalité suivants :
- taxe d'habitation : 14,76 % ;
- taxe foncière sur les propriétés bâties : 27,61 % ;
- taxe foncière sur les propriétés non bâties : 62,00 % ;
- taxe additionnelle à la taxe foncière sur les propriétés non bâties : 0,00 % ;
- cotisation foncière des entreprises : 0,00 %.

Chiffres clés Revenus et pauvreté des ménages en 2021 : médiane en 2021 du revenu disponible, par unité de consommation : 22 030 €.

## Population et société

### Démographie

#### Évolution démographique
L'évolution du nombre d'habitants est connue à travers les recensements de la population effectués dans la commune depuis 1793. Pour les communes de moins de 10 000 habitants, une enquête de recensement portant sur toute la population est réalisée tous les cinq ans, les populations de référence des années intermédiaires étant quant à elles estimées par interpolation ou extrapolation. Pour la commune, le premier recensement exhaustif entrant dans le cadre du nouveau dispositif a été réalisé en 2005.

En 2022, la commune comptait 259 habitants, en évolution de +4,86 % par rapport à 2016 (Moselle : +0,52 %, France hors Mayotte : +2,11 %).
| 1793 | 1800 | 1806 | 1821 | 1836 | 1841 | 1861 | 1866 | 1871 |
| ---- | ---- | ---- | ---- | ---- | ---- | ---- | ---- | ---- |
| 176  | 243  | 273  | 572  | 634  | 517  | 460  | 421  | 408  |

| 1875 | 1880 | 1885 | 1890 | 1895 | 1900 | 1905 | 1910 | 1921 |
| ---- | ---- | ---- | ---- | ---- | ---- | ---- | ---- | ---- |
| 412  | 473  | 460  | 485  | 479  | 492  | 525  | 581  | 602  |

| 1926 | 1931 | 1936 | 1946 | 1954 | 1962 | 1968 | 1975 | 1982 |
| ---- | ---- | ---- | ---- | ---- | ---- | ---- | ---- | ---- |
| 533  | 551  | 552  | 329  | 429  | 378  | 356  | 330  | 295  |

| 1990 | 1999 | 2005 | 2006 | 2010 | 2015 | 2020 | 2022 | - |
| ---- | ---- | ---- | ---- | ---- | ---- | ---- | ---- | - |
| 264  | 250  | 279  | 286  | 279  | 251  | 259  | 259  | - |

La population connaît des variations importantes depuis le début du XIXe siècle, passant de 326 habitants en 1817 à 565 en 1852. Relativement forte jusqu'à la Seconde Guerre mondiale, elle décroît depuis et ne compte plus que 295 habitants au recensement de 1982.

## Économie

### Entreprises et commerces

#### Agriculture
- Élevage de vaches laitières.
- Élevage d'autres bovins et de buffles.
- Élevage d'ovins et de caprins.
- Culture et élevage associés.

#### Tourisme
- Restaurant et Gites de France à Waldhouse.
- Hôtel à Volmunster.

#### Commerces
- Commerces et services de proximité[31].

## Culture locale et patrimoine

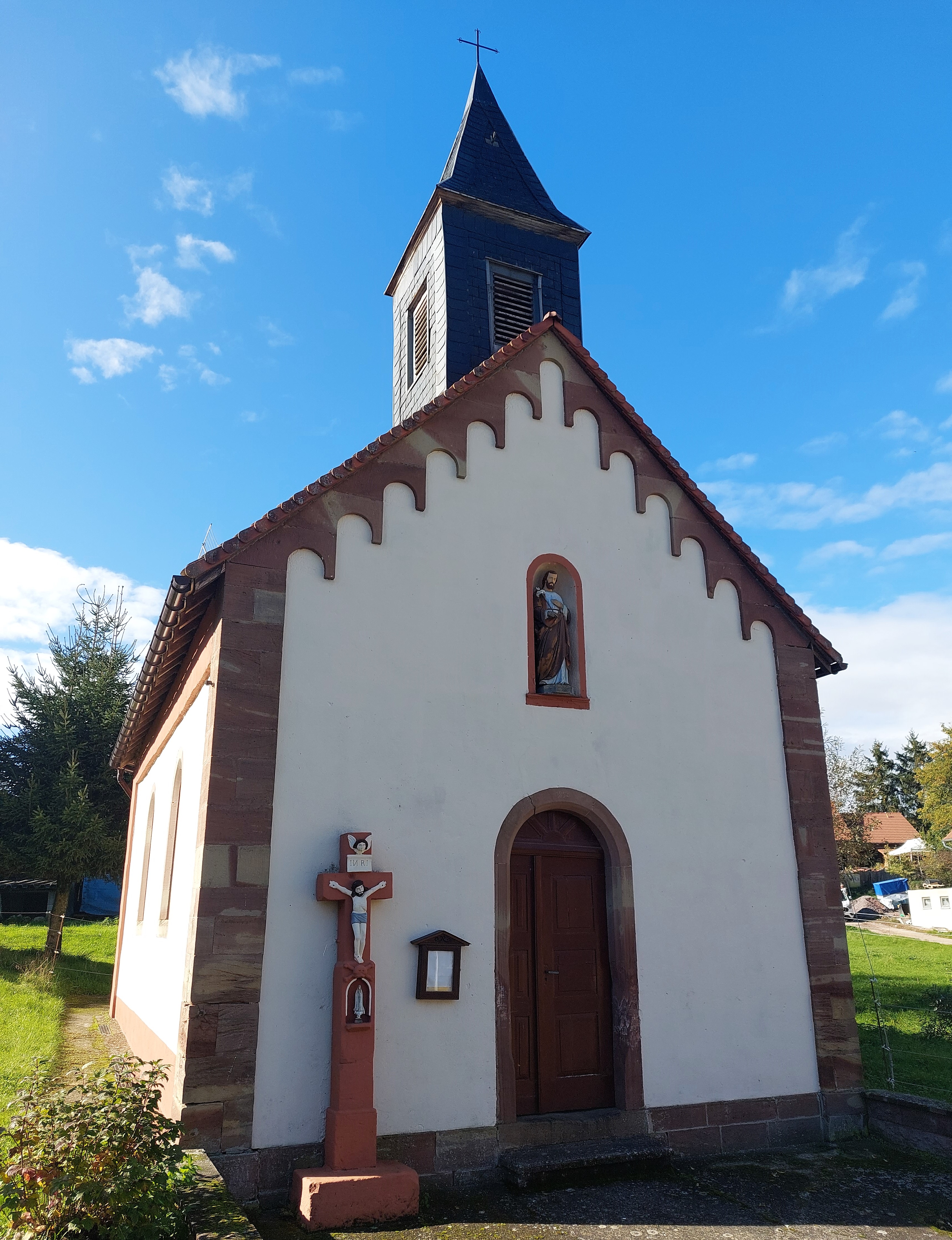
Chapelle de la Très-Sainte-Vierge-Marie.
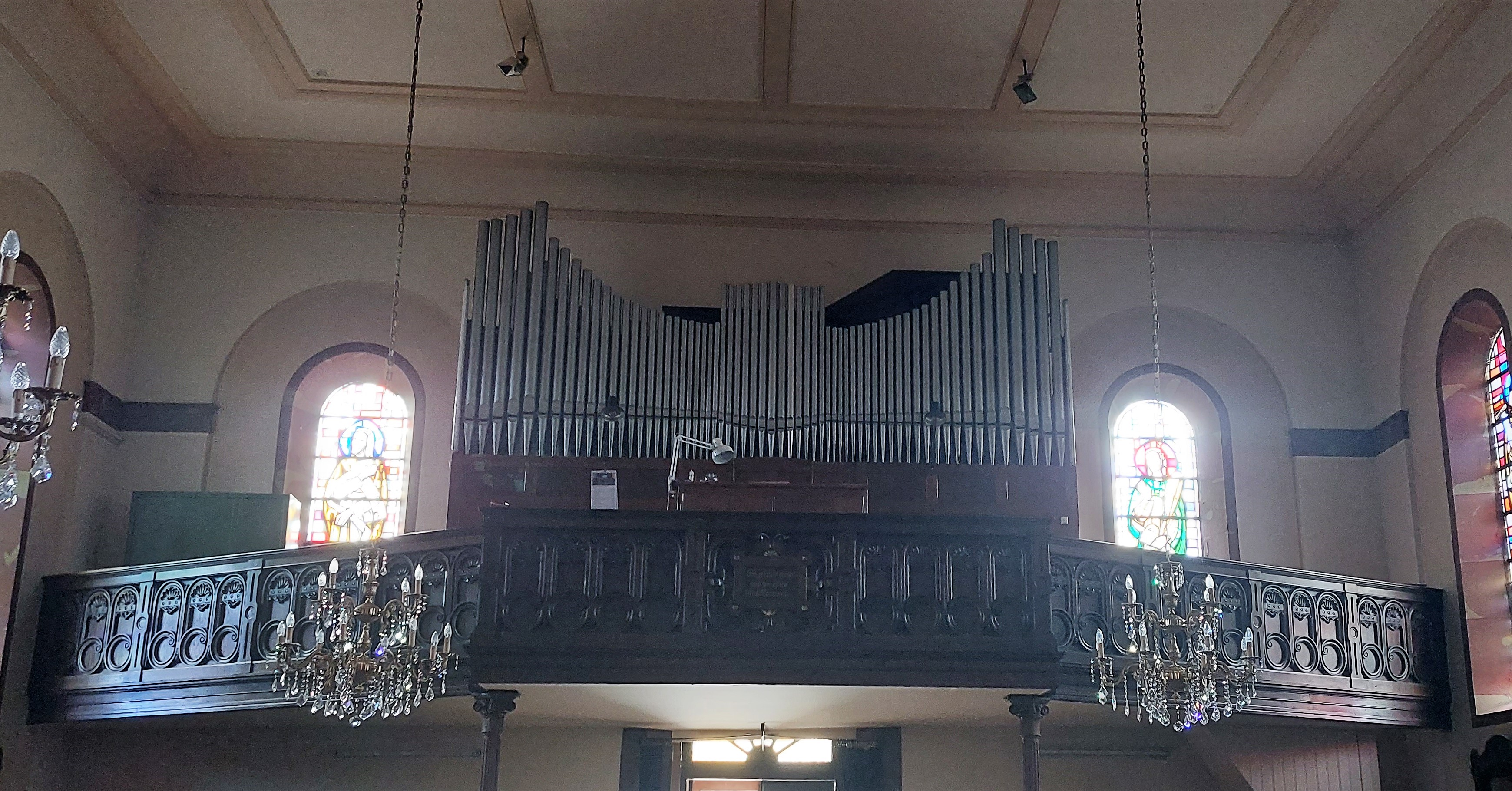
Orgue de l'église Saint-Vincent-de-Paul.
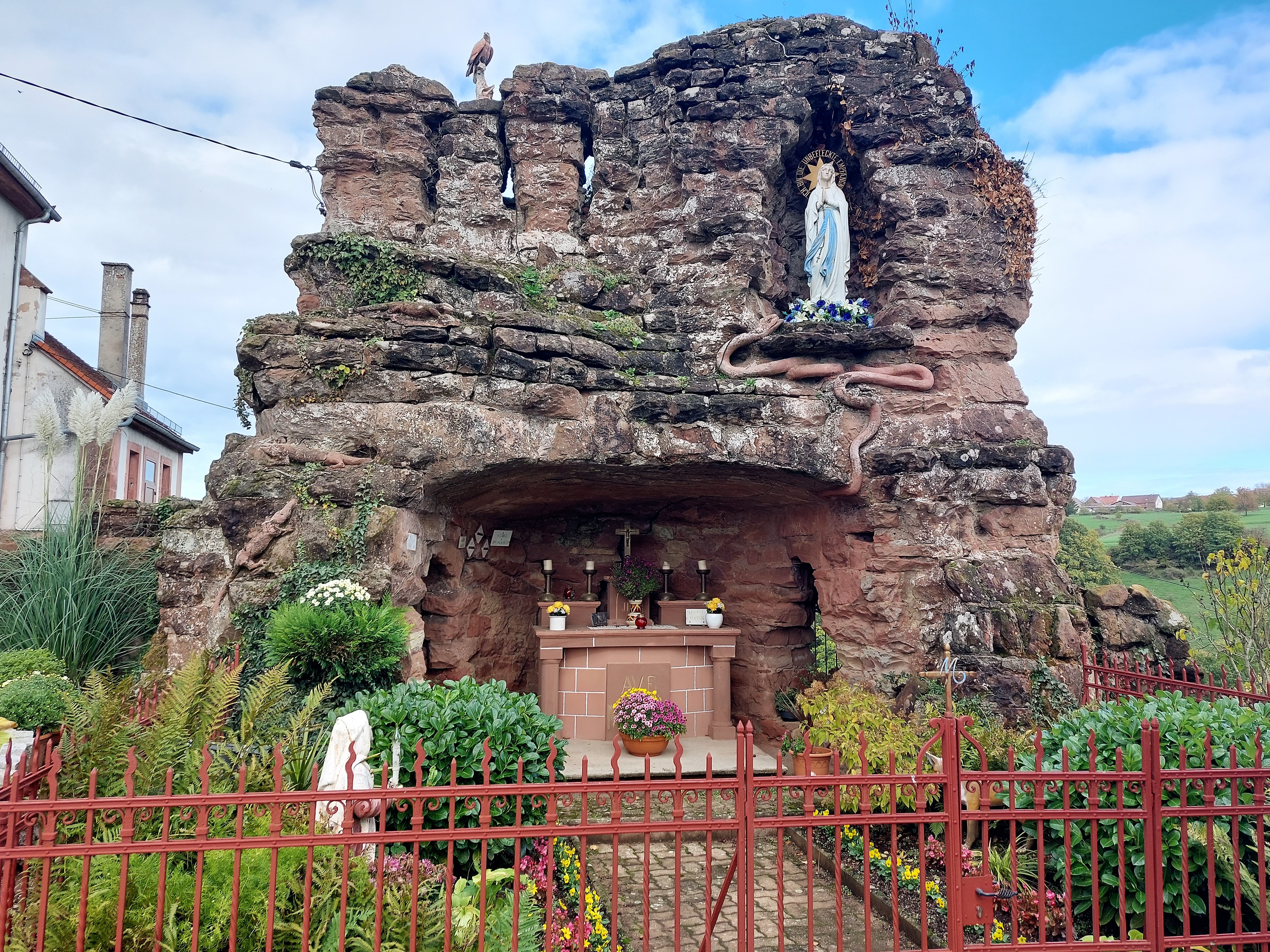
Grotte de Lourdes.
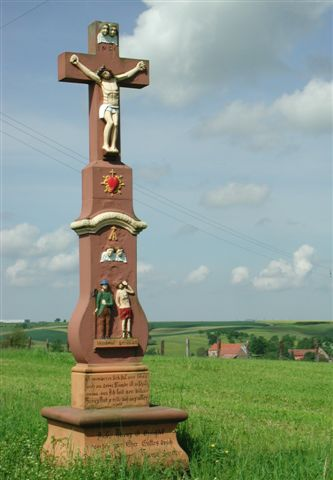
La croix, à l'écart de Ohrenthal..

### Lieux et monuments
- Entre Schweyen et Ohrenthal, en plein pays découvert, le panorama s'étend à perte de vue en direction de l'Allemagne. Plantés au milieu des champs, aux endroits les mieux exposés, même s'ils sont parfois éloignés de plusieurs kilomètres du village, pour éviter le vent des plateaux et le gel des vallées, les arbres fruitiers confèrent au paysage un aspect tout à fait original, rompant la monotonie engendrée par ces vastes étendues exploitées en openfield.
- Situé dans la partie nord du village, le quartier de Untere Ecke a conservé un peu miraculeusement son aspect d'autrefois : des maisons avec des toits gauchis, dont la faîtière n'est pas parallèle à la façade ; une pompe à bras alimente un abreuvoir et de gros tas de fumier s'étalent devant les fermes.

#### Édifices religieux
- L'église Saint-Vincent-de-Paul[32], construite en 1854[33] ;

Orgue Willy Meurer (1957) - Bruno Dillenseger (1998) - Pierre Bastien (2019),.
- Chapelle de la Très Sainte-Vierge d'Ohrenthal[36], construite en 1892[37].
- Grotte de Lourdes[38],[39].
- Monument aux morts[40] : Conflits commémorés : Guerres 1914-1918 - 1939-1945.
- Croix monumentales, Croix de cimetière, Croix de chemin.

### Activités
Depuis le 1er mars 2009, un "lieu de vie" pour des jeunes en grandes difficultés sociales a vu le jour dans le relais d'Opperding (centre d'hébergement appartenant à la fédération Culture et Liberté Moselle). Ce lieu de vie, CAP Horn pour Centre d'accueil Permanent de la Horn (nom de la rivière traversant la localité) héberge 6 jeunes Mosellans. http://caphornrolbing.free.fr.

### Galerie

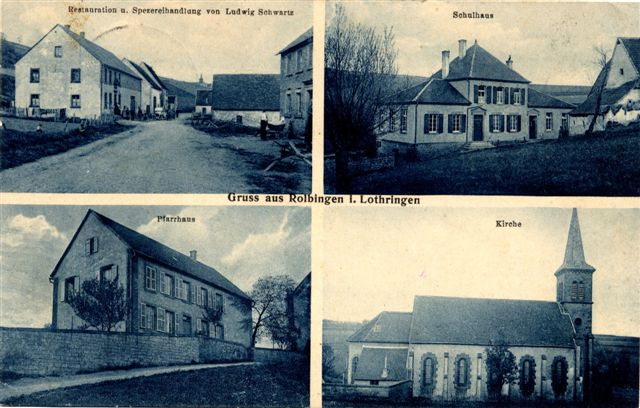
Vues du village.
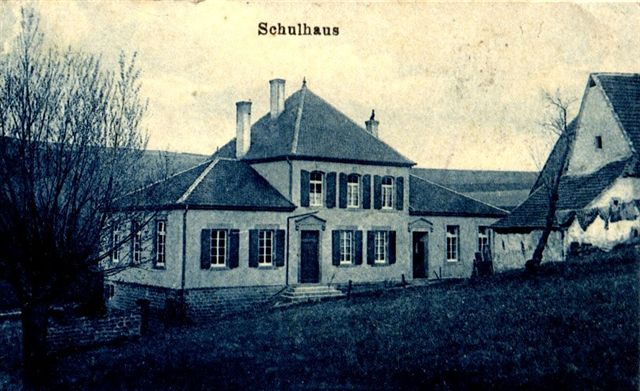
École.
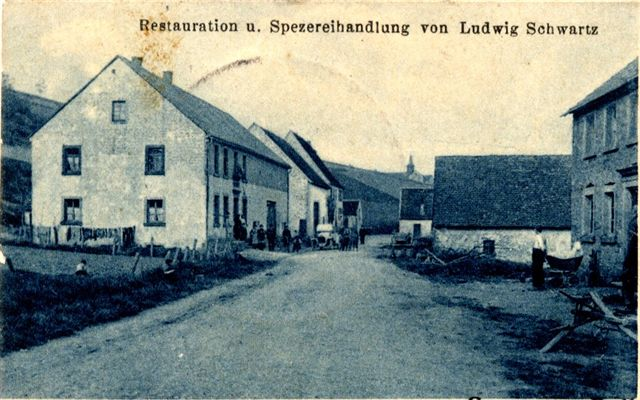
Restaurant Schwartz.
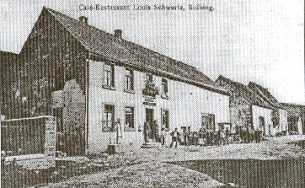

### Héraldique
| Blason de Rolbing | Blason  | D'argent à un chevron d'azur, accompagné en chef de deux croix de Lorraine de gueules, et en pointe d'une aiglette de sable. |
| Blason de Rolbing | Détails | Le statut officiel du blason reste à déterminer.                                                                             |

## Sources et bibliographie
- Rolbing sur le site du Bitscherland
- Les moulins et scieries du Pays de Bitche, Joël Beck, 1999.
- Le Pays de Bitche 1900-1939, Joël Beck, 2005.
- Rolbing en 1939-1945
- Chiffres clés publiés par l'institut national de la statistique et des études économiques (INSEE). Dossier complet
- Inventaire national du patrimoine naturel de la commune